# Пирятинські вісті
«Пиря́тинські ві́сті» — газета-щотижневик, що видається у м. Пирятині Полтавської області.

## Загальні дані
Газета «Пирятинські вісті» у липні 2017 року відзначила 100-річний ювілей з дати початку виходу газети «Вісті Пирятинської Ради робітничих, солдатських і селянських депутатів».
На початок 2018 року тираж видання становив 4300 примірників на тиждень, станом на вересень 2020 року — 3750. Газета виходить на 16-ти сторінках, перша, та остання з яких — двокольорові (з початку 2020 року перша, остання, а також восьма й дев'ята сторінки — повнокольорові). До уваги читачів видання — найактуальніші новини з життя міста і району, актуальні інтерв'ю, постійні рубрики «Офіційні вітання», «Офіційне повідомлення», «Сільське господарство», «Соціальне партнерство», «Повертаючись до надрукованого», «Проблема», «З редакційної пошти», «Запитання тижня» тощо, тематичні сторінки, програма телепередач, сканворди, кросворди, велика кількість реклами та оголошень.
Для зручності читачів уже кілька років поспіль газету можна передплатити не лише в паперовому, але і в електронному (PDF-форматі) вигляді. Газета має власний сайт та сторінку в мережі «Facebook».
Довгий час газета друкувалася у м. Миргороді (ТОВ «Видавництво Миргород»), а з початку 2020 року — у м. Вінниці (ТОВ Press Corporation Limited — Вінницька Газетна Друкарня)
Адреса редакції газети — вул. Успенська, б. 5, м. Пирятин, 37000 (Полтавська область, Україна).

## З історії газет у м. Пирятині
Газети у невеликій кількості надходили у Пирятинський повіт ще у XIX столітті. Були вони переважно для дворян, священиків і чиновництва.
Власне місцева преса бере свій початок із середини 1917 року, зокрема з 12 липня, коли двічі-тричі на тиждень почала виходити газета «Вісті Пирятинської Ради робітничих, солдатських і селянських депутатів» (1917—22). На її шпальтах висвітлювалися діяльність і завдання місцевих партійних організацій, рад робітничих, солдатських і селянських депутатів, професійних спілок, спрямовувалися зусилля громадян на зміцнення позицій нової влади.
Переважно російською мовою у Пирятині до війни видавалися:
- з 1917 року — «Известия»,
- з 1920 — «Вісті-Известия»,
- з 1922 — «Вісті»,
- у 1922—1930 — «Незаможник», орган Пирятинського повіткому і повітпарткому, до утворення району. Газета націлювала пирятинців на подолання розрухи, відбудову зруйнованого народного господарства, здійснення нової економічної політики,
- у 1930—1941 — «Колективізоване село», як орган райкому КП(б)У і районної ради депутатів трудящих.

На фронти Німецько-радянської війни з колективу редакції було мобілізовано Івана Прокопенка, журналістів Івана Грицая, Олександра Шефнера, Василя Овчаренка, Миколу Захожого, Олександра Макаренка, Бориса Селецького, Андрія Деркача, Леоніда Ропського, у партизани потрапив С. Черненко. За часів господарювання німців у Пирятині виходила газета «Рідна нива».
Після відновлення радянської влади в районі колектив редакції і друкарні налагодив пошкоджену друкарську техніку, перебрав понад тонну різних шрифтів і 7 листопада 1943 року видрукував у світ перший номер газети «Зоря комуни» (1943—44 роки), яка розповідала про злочини гітлерівців, допомогу фронту, відбудову зруйнованого народного господарства.
Згодом пирятинська газета мала назву «Вільна праця» (1944—62 роки), і виходила як орган райкому КП(б) УРСР і районної ради депутатів трудящих. Основною тематикою періодичного видання стали звершення на ниві перших років повоєнної відбудови економіки Пирятинщини.
Від 1 травня 1962 року під новою назвою «Шляхом Ілліча» газета виходила як орган Полтавського обкому КП України і обласної ради народних депутатів по Пирятинському територіальному колгоспно-радгоспному управлінню. А вже з 1963 року «Шляхом Ілліча» — орган Пирятинського райкому Компартії України і районної Ради народних депутатів.
Починаючи від вересня 1991 року в Пирятинському районі почала видаватися газета «Пирятинські вісті», співзасновниками якої стали районна державна адміністрація, районна і міська ради, трудовий колектив редакції. Досвідченими журналістами газети зарекомендували себе в цей час О. Стрик, І. Кацалап, М. Ганич, В. Вовк, О. Рєзнік, М. Сабельников. Редакторами районного часопису в різні роки працювали С. Черненко, О. Шефнер, В. Луценко, М. Белих, Г. Давиденко, Г. Куліш, Г. Бажан, М. Мельниченко, Д. Бородавка, В. Булишева, Г. Синяк, О.Бондаренко.
В грудні 2017 року редакція Пирятинської районної газети «Пирятинські вісті» реформувалася та з комунальної організації перетворилася у ТОВ "Редакція газети «Пирятинські вісті», Код ЄДРПОУ 02474682, у власності (станом на вересень 2020 року) декількох осіб на чолі з директором товариства — О. І. Бондаренко.